# La venganza es un plato que se sirve frío
La venganza es un plato que se sirve frío es un spaghetti western del año 1971 dirigido por el director italiano Pasquale Squitieri. Está protagonizado por, entre otros, el famoso actor Klaus Kinski.

## Argumento
Jim (Leonard Mann) es el único superviviente de una masacre perpetrada por indios americanos. Su familia entera fue asesinada, y él crece con un gran rencor y odio hacia esos indios. Pero ese sentimiento suyo cambia cuando salva a una mujer india de ser humillada en un pueblo. Gracias a ella y a un pícaro doctor, descubrirá la verdad acerca del asesinato de su familia, perpetrando así su venganza.